# Blackbeard the Pirate
Blackbeard the Pirate is een Amerikaanse avonturenfilm uit 1952 onder regie van Raoul Walsh. De film werd destijds in Nederland uitgebracht onder de titel De piraat van Jamaica.

## Verhaal
Kapitein Zwartbaard heeft het schip van Edwina Mansfield gekaapt. Mansfield heeft een schat gestolen en verborgen aan boord van het schip. Zij krijgt hulp van de scheepsarts.

## Rolverdeling
| Acteur         | Personage                 |
| -------------- | ------------------------- |
| Robert Newton  | Edward Teach / Zwartbaard |
| Linda Darnell  | Edwina Mansfield          |
| William Bendix | Ben Worley                |
| Keith Andes    | Robert Maynard            |
| Torin Thatcher | Henry Morgan              |
| Irene Ryan     | Alvina                    |
| Alan Mowbray   | Noll                      |
| Richard Egan   | Briggs                    |
| Skelton Knaggs | Gilly                     |
| Dick Wessel    | Hollander                 |
| Anthony Caruso | Pierre La Garde           |
| Jack Lambert   | Tom Whetstone             |
| Noel Drayton   | Jeremy                    |
| Pat Flaherty   | Job Maggot                |